# جينديسين
علاج جينديسين (بالإنجليزية: Gendicine) هو فيروس غذائي مصمم لإرسال جين p53 إلى الخلايا التي تحتوي على طفرة في هذا الجين.

## التاريخ
يعتبر علاج جينديسين أول منتج علاج جيني معتمد، تمت الموافقة عليه للاستخدام السريري في البشر عام 2003 من قبل إدارة الغذاء والدواء الصينية. تم تصنيع جينديسين بواسطة شركة Shenzhen SiBiono GeneTech Co. Ltd لعلاج سرطان الرأس والعنق.

## آلية العمل
يتم حقن علاج جينديسين الذي يستخدم فيروس غذائي يحتوي على جين p53 وهو جين كابت للورم يقوم بقتل الخلايا السرطانية. ينتقل الفيروس الغذائي المحمل بجين p53 إلى داخل الخلية عن طريق عملية الإدخال الخلوي المتواسط بالمستقبل ثم التعبير عن جين p53 في الخلية المستهدفة. يقوم جين p53 بإنتاج بروتين p53 الذي يعمل على تحفيز عملية الموت المبرمج للخلية الحية وبالتالي يتسبب في قتل الخلية السرطانية.
تم تجربة علاج جينديسين على أكثر من 30,000 مريض وعمل أكثر من 30 دراسة حوله خلال 12 سنة، وقد تم إثبات أنه علاج آمن مع آثار جانبية طفيفة. عند استعمال جينديسين مع العلاج الكيماوي والعلاج بالأشعة تكون فاعليته أكثر من استخدامه لوحده، حيث أن معدل الاستجابة لجينديسين مع العلاج الكيماوي والإشعاعي كانت 76.9% بينما كان معدل الاستجابة لجينديسين فقط يتراوح من 10.5%-48%.

## الاستخدامات
بالإضافة إلى علاج سرطان الرأس والعنق، يُستخدم جينديسين لعلاج أنواع السرطان الأخرى مثل سرطان الرئة وسرطان الثدي وسرطان الكبد والبنكرياس وغيرها.

## الآثار الجانبية
الآثار الجانبية لجينديسين تعد طفيفة ولم يظهر أي آثار جانبية غير طبيعية على المرضى بعد التعرض للعلاج سواءً في تحليل الدم أو تخطيط كهربية القلب أو تصوير الصدر بالأشعة السينية. تشمل الآثار الجانبية الطفيفة حمى تتراوح من 37.5-38.3 خلال الأربعة وعشرين ساعة الأولى من التعرض للعلاج. بعض المرضى يمكن أن يتعرضوا أيضاً لأعراض تشبه الإنفلونزا كألم في العضلات وألم في مكان الحقنة، ولكن تعد أعراض خفيفة ومؤقتة وسريعة الزوال.